# جاده ۳۰ ایالات متحده آمریکا
جاده ۳۰ ایالات متحده آمریکا (انگلیسی: U.S. Route 30) یکی از بزرگراه‌های اصلی سیستم بزرگراهی ایالت متحده آمریکا است که به طول ۴۹۴۶ کیلومتر از آتلانتیک سیتی، نیوجرسی شروع و در آستوریا، اورگن به پایان می‌رسد. این بزرگراه شرق آمریکا را به شمال غربی این کشور متصل می‌کند.
|                          | مایل   | کیلومتر |
| ------------------------ | ------ | ------- |
| OR                       | 477.47 | ۷۶۸٫۴۱  |
| ID                       | 415.55 | ۶۶۸٫۷۷  |
| WY                       | 454.37 | ۷۳۱٫۲۴  |
| NE                       | 451    | ۷۲۶     |
| بزرگراه ۳۰ آمریکا، آیووا | 330.43 | ۵۳۱٫۷۷  |
| IL                       | 151.32 | ۲۴۳٫۵۳  |
| IN                       | 151.8  | ۲۴۴٫۳   |
| OH                       | 245.39 | ۳۹۴٫۹۲  |
| WV                       | 3.4    | ۵٫۵     |
| PA                       | 324    | ۵۲۱     |
| NJ                       | 58.26  | ۹۳٫۷۶   |
| مجموع                    | ۳۰۶۴   | ۴۹۳۰    |

## نگارخانه

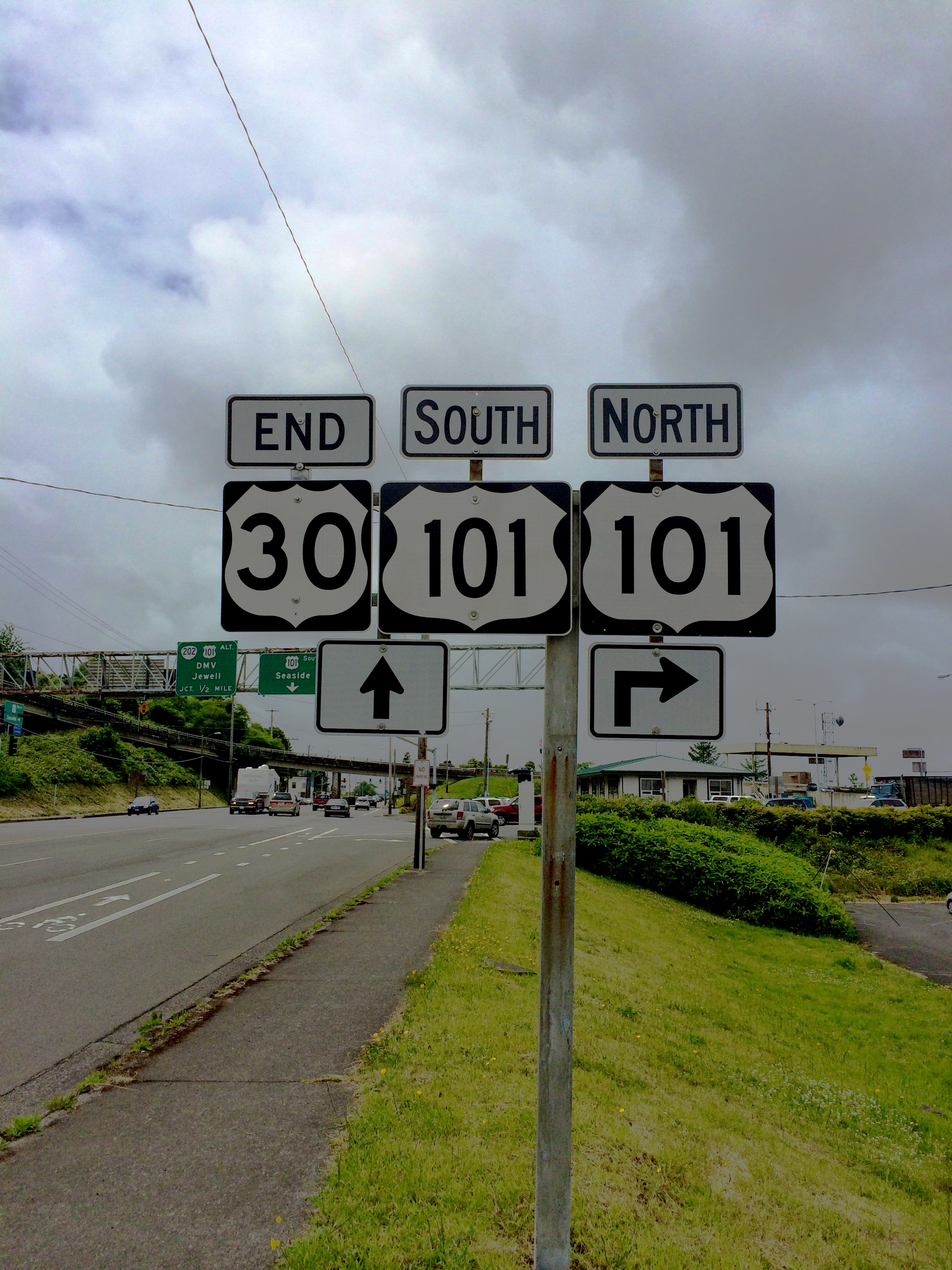
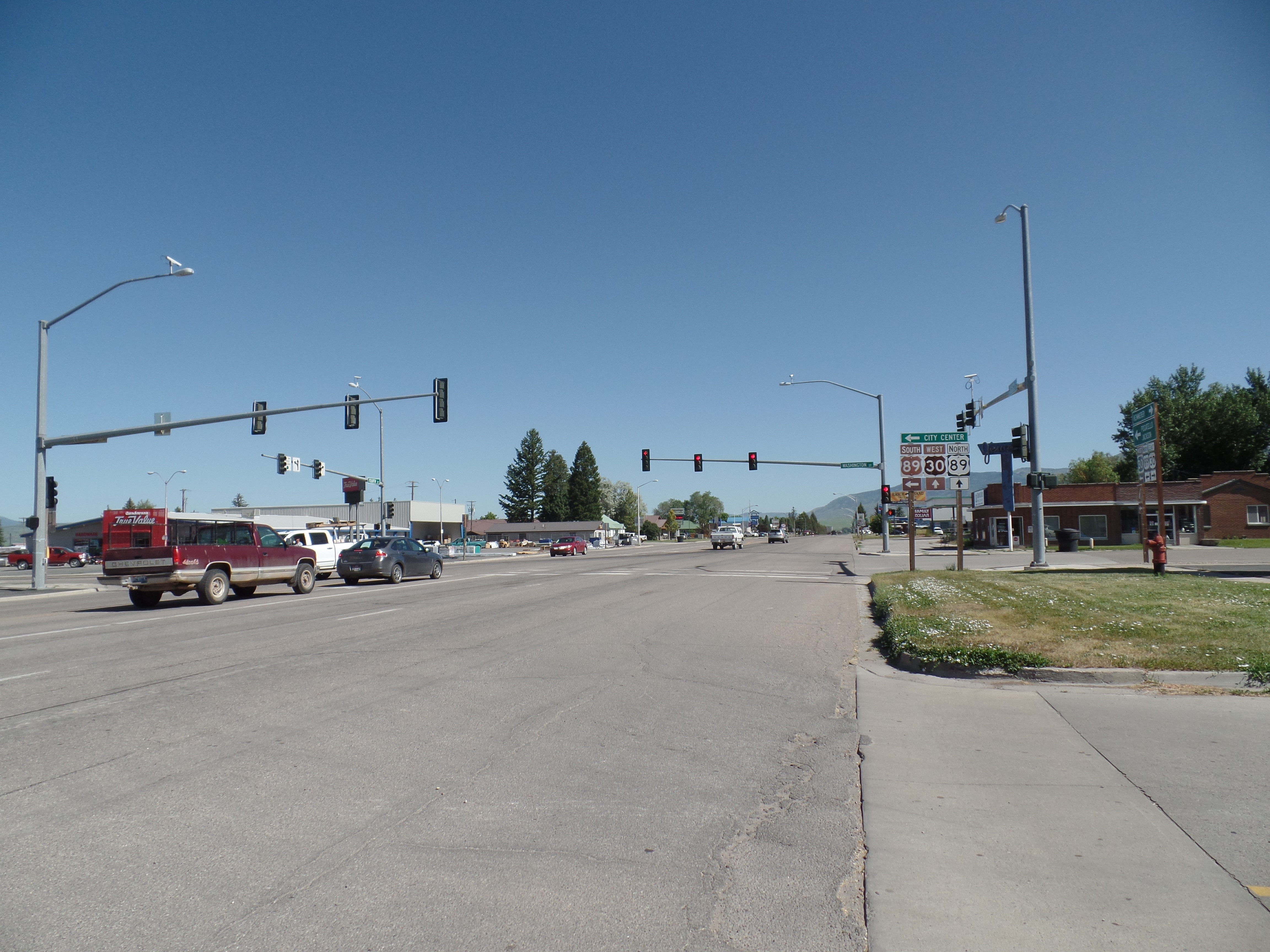
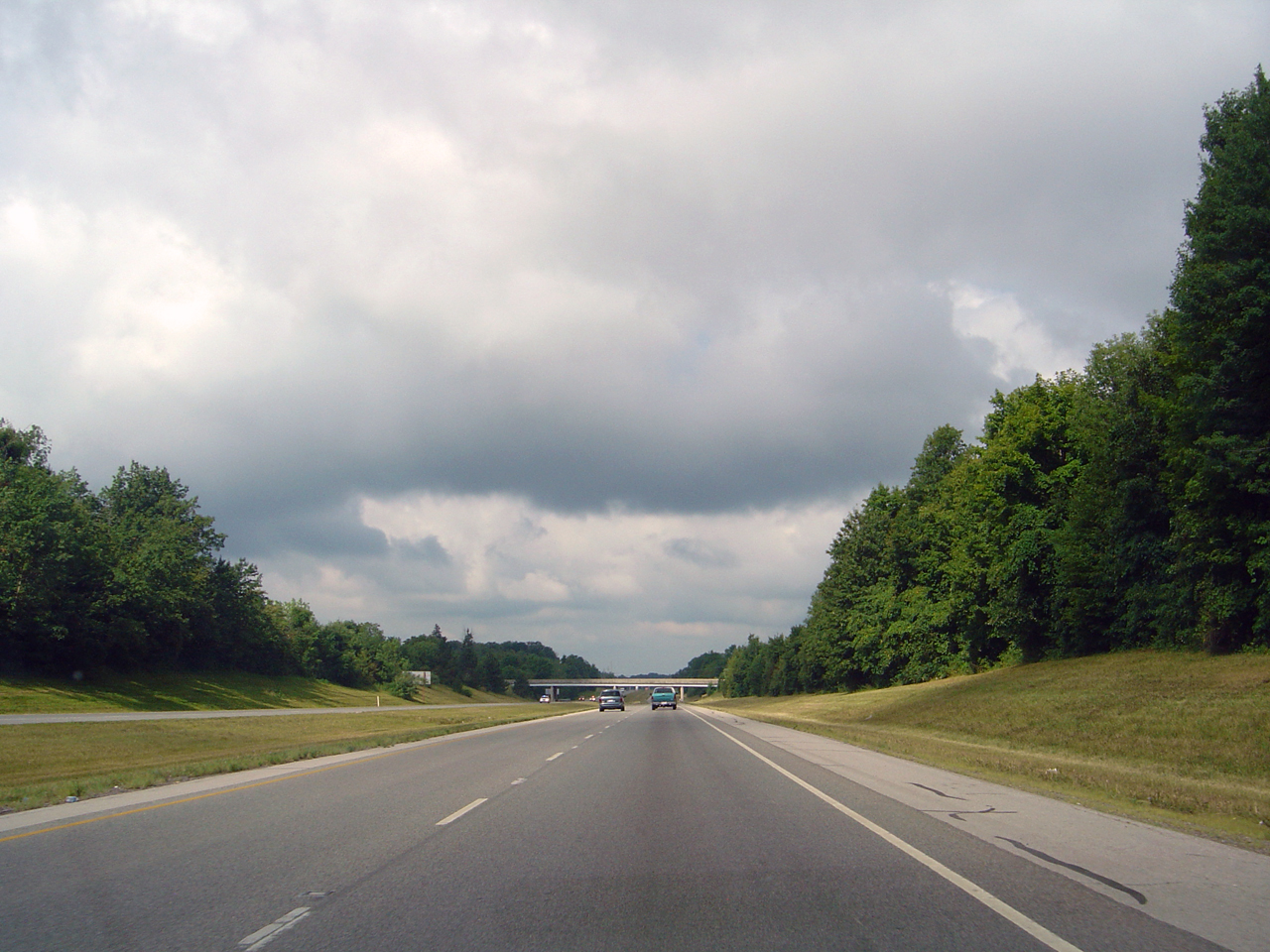
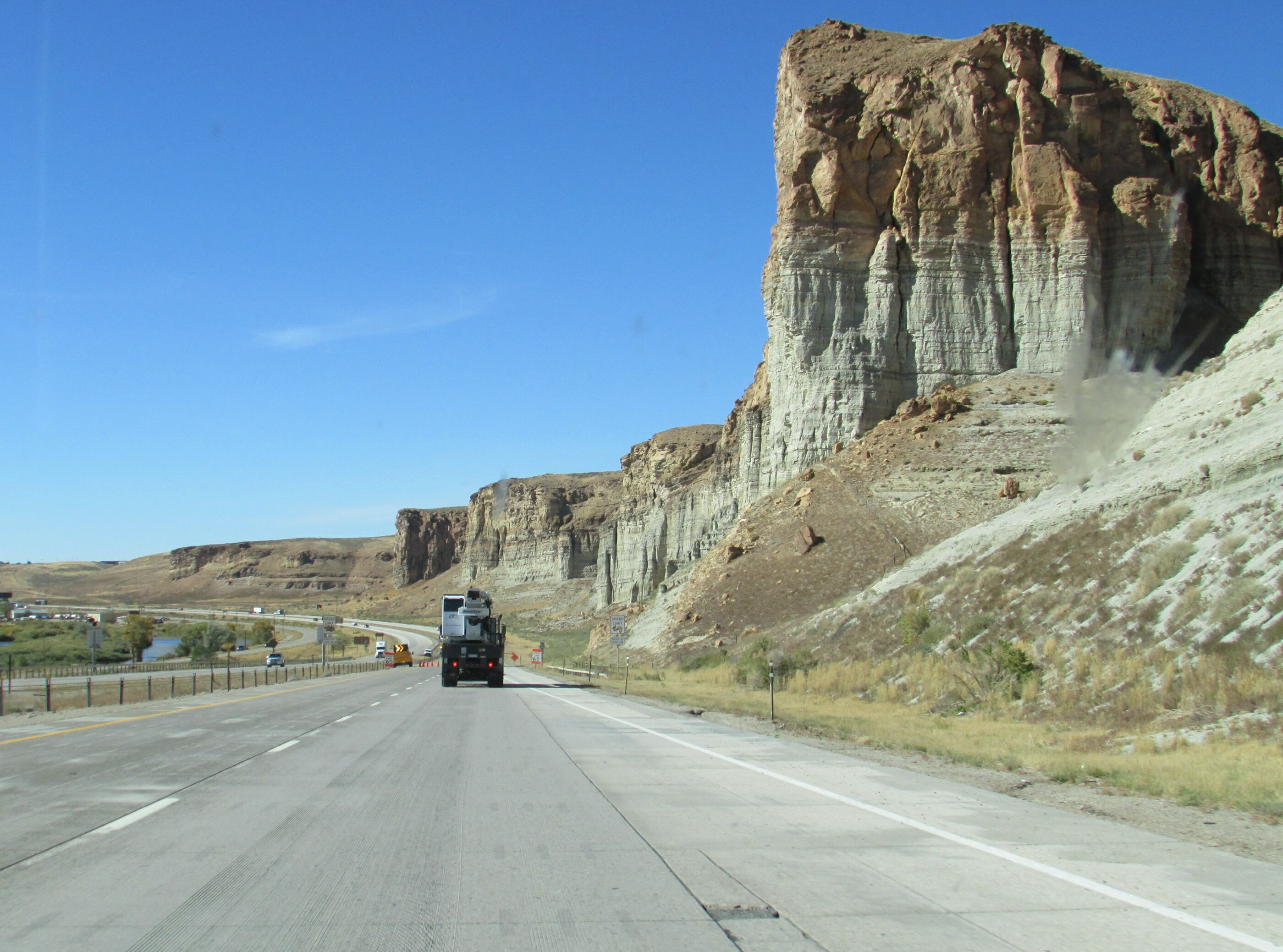